# Рвели
Рвели (груз. რველი) — село в Грузии, на территории Боржомского муниципалитета края (мхаре) Самцхе-Джавахети.

## География
Село находится на юге центральной части Грузии, на левом берегу реки Куры, на расстоянии 3 километров (по прямой) к северо-востоку от города Боржоми, административного центра муниципалитета. Абсолютная высота — 781 метр над уровнем моря.

## Население
По результатам официальной переписи населения 2014 года, в Рвели проживало 622 человека (306 мужчин и 316 женщин). В национальной структуре населения грузины составляли 99,4 %, русские — 0,3 %, армяне — 0,15 %, осетины — 0,15 %.
| Год  | Население, человек |
| ---- | ------------------ |
| 2002 | 665                |
| 2014 | ↘ 622              |